# 정운용 (배우)
정운용(鄭雲鏞, 1948년 1월 20일 ~ )은 대한민국의 배우이다. 1973년 TBC 공채 14기 탤런트로 연예계에 데뷔하였다.

## 학력
- 서울예술대학

## 출연 작품

### 영화
- 《진짜 진짜 좋아해》 (1978년)
- 《아내에게 바치는 노래》 (1977년)
- 《고교 깡돌이》 (1977년)
- 《용서받은 여인》 (1976년)

### 드라마
- 《무인시대》 (2003년, KBS1) - 염신약 역
- 《제국의 아침》(2002년, KBS1) - 왕융 역
- 《이웃집 여자》(1997년, SBS)
- 《자전거를 타는 여자》 (1996년, SBS) - 봉종만 역
- 《창공》(1995년, KBS2)
- 《김구》 (1995년, KBS1) - 권중희 역
- 《머나먼 쏭바강》 (1993년, SBS)
- 《다큐멘터리 극장》(1993년, KBS1TV) - 장태완 수경사령관 역
- 《산다는 것은》 (1993년, SBS) - 운전기사 역
- 《모닥불에 바친다》 (1992년, SBS) - 정 감독 역
- 《추리 3부작 - 아버지의 바이올린》 (1992년, KBS2)
- 《위기의 남자》 (1992년, KBS2)
- 《TV문예극장 - 검은 양복》 (1991년, KBS1)
- 《배반의 장미》 (1990년, MBC) - 이경수 역
- 《한씨 연대기》(1988년, KBS1)
- 《형사 25시》(1986년, KBS2)
- 《독립문》 (1984년, KBS1) - 유동렬 역
- 《청춘일기》 (1983년, KBS2)
- 《사랑의 조건》 (1982년, KBS2)
- 《풍운》(1982년, KBS1) - 조병갑 역
- 《추적》 (1975년~1983년, TBC/KBS2)

### 방송
- 2018년 TV조선《구조신호 시그널》(특별출연)

### CF
- 1985년 동아식품 코카스 C

## 수상
- 1999년 국민생활체육협의회장표창
- 1996년 서울시장표창